# アメア・ディリック
アメア・ディリック（Amer Delić, 1982年6月30日 - ）は、ボスニア・ヘルツェゴビナのトゥズラ出身の男子プロテニス選手。右利き。ATPランキング自己最高はシングルス60位、ダブルス74位。デビュー時から2010年8月まではアメリカ国籍でツアーを転戦していたが、同年9月からはボスニア・ヘルツェゴビナ国籍に変更して活動した選手である。196cmの長身から繰り出す強烈なサーブを持ち味にしていた。なお、名前のボスニア語読みは「アメル・デリッチ」である。

## 来歴
ボスニアで航空管制官をしていた父ムハレムと会計士であった母サディナの間に2人兄妹の長男として生まれ、5歳の時に父から木製ラケットをプレゼントされテニスを始める。しかし1992年にボスニア・ヘルツェゴビナ紛争が勃発、1995年5月には故郷トゥズラがセルビア人勢力に包囲され、70名以上の若者が殺害されたトゥズラの虐殺を目の当たりにする。これを機に当時13歳のディリックと家族は戦争で疲弊した祖国を逃れ、1996年に僅か4つのスーツケースと1000ドル余りの全財産を手にアメリカに渡り、フロリダ州ジャクソンビルに移住。後にアメリカ国籍を取得した。移住直後のディリック一家の生活は困窮を極め、1ヶ月後には財産も底を付き、家族はフードスタンプの受給を受けながら生活する苦しい時期を送った。しかしそんな中でも両親は移住後もテニスを続けた息子の為に、ピザ屋や住宅ローン会社の仕事を掛け持ちしながら費用を工面しテニス用具を買い与えるなどアメアを支援。その後高校テニス界で頭角を現したアメアは、1999年に大学スポーツの名門として知られるイリノイ大学元テニス部監督に見出され2000年に同大へ入学。ここでは大学2年次から頭角を表し、2003年にはNCAA男子テニス選手権においてイリノイ大として初のシングル部門、チーム部門との優勝を果たす。これらの活躍により、2001年から2003年まで3年連続でディビジョン1の年間ベスト選手が選出されるオールアメリカンチームに選出、2003年にはビッグ・テン・カンファレンスに所属する最も優れた男子大学スポーツ選手に与えられるビッグ・テン・アスリート・オブ・ザ・イヤーを、同賞創設以来テニス選手として初めて受賞。名実共に全米大学スポーツ界のトップ選手としてその名を馳せた。

### プロ転向後

#### 2003年～2005年
2003年にプロ転向。8月の全米オープンではNCAAシングルス王者として主催者推薦で出場。1回戦で当時世界ランク52位のサルギス・サルグシアン相手に6-4, 3-6, 7-6(3),2-6, 5-7のフルセットで惜敗した。この年は7月のインディアナポリス・テニス選手権シングルスにも主催者推薦で出場、2回戦のパラドーン・スリチャパン戦まで進出した。
2005年はジェフ・モリソンとペアを組み、主催者推薦で出場した全米オープン男子ダブルス1回戦で、第5シードのリーンダー・パエス/ネナド・ジモニッチ組を7-6(6), 7-6(2)のストレートで下す活躍で、第11シードのジョナサン・エルリック/アンディ・ラム組との3回戦まで進出した。

#### 2006年～2007年
2006年はデリックにとって躍進の年となり、ATPチャレンジャーツアーシングルスで2優勝4準優勝、ダブルスでも2準優勝の好成績を挙げる。この活躍によりシングルス年度末ランクを93位で終了し、自身初のトップ100フィニッシュを果たす。
2007年からATPツアーを本格的に回るようになり、シングルスでは予選を勝ち上がって出場した3月のマイアミ・マスターズシングルスでは、3回戦で当時世界ランク4位のニコライ・ダビデンコを7-6(5), 6-3のストレートで下した事により注目を集める。続く4回戦ではフアン・イグナシオ・チェラ3-6, 2-6のストレートで敗れものの、これらの活躍により7月9日付のATPランキングで自己最高位の60位を記録する。しかしシーズン後半では前年のポイントを防衛することが出来ず、年度末ランクも140位に下げて終了した。この年はダブルスでも好成績を残し、ジャスティン・ギメルストブとのペアで全米オープンでは、2回戦で第16シードのエリック・ブトラック/ジェイミー・マリー組を7-5, 6-3のストレートで下し、第2シードのマーク・ノールズ/ダニエル・ネスター組との3回戦まで2年ぶりに進出。この年は他にも全豪オープンとウィンブルドン選手権でも2回戦に進出、ツアーでも3度ベスト4進出を果たす等の活躍で年度末ランクを86位で終了。自身のダブルスキャリアにおいて最高の年となった。

#### 2008年～2009年
2008年はツアーシングルスで好成績を収め、年初の全豪オープン予選を勝ち上がり、当時世界ランク23位のフアン・モナコとの2回戦まで進出。3-6, 6-7(6),7-5, 7-6(8), 6-8のフルセットの4時間11分の末惜敗した。予選勝ち上がりで出場した3月のテニス・チャンネル・オープンでは、2回戦で第5シードのポティート・スタラーチェを下す活躍で第4シードのギリェルモ・カナスとの準々決勝まで進出。8月のファーマーズ・クラシックでも予選を勝ち上がってベスト8まで進出した。またチャレンジャーでも2優勝したが、ツアーの予選敗退やチャレンジャー1回戦敗退も多く、年度末ランクは136位と前年よりわずかに上昇するに留まった。
2009年全豪オープン男子シングルス予選決勝でフロリアン・マイヤーに0-6, 7-6(3), 0-6のフルセットで敗れたが、本戦出場選手の中から欠場者が出たことによりラッキールーザーで本戦に出場。1回戦では、長期欠場から復帰したテーラー・デントを6-4, 3-6, 3-6, 6-3, 6-4のフルセットで破り、2回戦でも第28シードのポール＝アンリ・マチューを1-6, 3-6, 6-3, 7-6(3), 9-7の大逆転で破った。2試合連続でフルセットを戦ったディリックは、初進出の3回戦で前年度優勝者ノバク・ジョコビッチに2-6, 6-4, 3-6, 6-7(4)で敗れた。また試合後にはセルビア人とボシュニャク人の観客同士で暴力事件が発生し、巻き添えを受けた女性が負傷、3名が逮捕され30名が会場から追放される事件が起こっている。その後もマスターズで予選を勝ち上がるなどまずまずの成績を残していったディリックだったが、膝蓋骨を負傷し、7月のテニス殿堂選手権1回戦でニコラ・マユに4-6, 4-6のストレートで敗れたのを最後に長期のツアー離脱を余儀なくされる。ディリックは治療を受けリハビリを行う傍ら、プロ転向に伴い休学状態にあったイリノイ大に再度通い、翌2010年5月にスポーツ学、観光学、レクリエーションの学士号を得て卒業した。

#### 2010年
その後もリハビリを続けたディリックは同年の全米オープン予選で主催者推薦を受けてツアーに復帰。翌9月にはツアーでの所属国籍をボスニア・ヘルツェゴビナに変更、直後に行われたデビスカップ2010ヨーロッパ・アフリカゾーン・グループ2準決勝対ポルトガル戦でデビスカップボスニア・ヘルツェゴビナ代表に選出され出場した。

### 引退とその後
ディリックはデビスカップ2012ヨーロッパ・アフリカゾーン・グループ2・1回戦対トルコ戦を最後に現役を引退した。
2013年からデビスカップボスニア・ヘルツェゴビナ代表監督に就任。デビスカップ2015ヨーロッパ・アフリカゾーン・グループ2・2回戦対ハンガリー戦のダブルスに出場した。

## 4大大会シングルス成績
略語の説明
| W | F | SF | QF | #R | RR | Q# | LQ | A | Z# | PO | G | S | B | NMS | P | NH |

W=優勝, F=準優勝, SF=ベスト4, QF=ベスト8, #R=#回戦敗退, RR=ラウンドロビン敗退, Q#=予選#回戦敗退, LQ=予選敗退, A=大会不参加, Z#=デビスカップ/BJKカップ地域ゾーン, PO=デビスカップ/BJKカッププレーオフ, G=オリンピック金メダル, S=オリンピック銀メダル, B=オリンピック銅メダル, NMS=マスターズシリーズから降格, P=開催延期, NH=開催なし.
| 大会           | 2003 | 2004 | 2005 | 2006 | 2007 | 2008 | 2009 | 2010 | 2011 | 2012 | W–L |
| -------------- | ---- | ---- | ---- | ---- | ---- | ---- | ---- | ---- | ---- | ---- | --- |
| 全豪オープン   | A    | A    | A    | 2R   | 2R   | 2R   | 3R   | A    | A    | LQ   | 5–4 |
| 全仏オープン   | A    | A    | A    | A    | 1R   | A    | LQ   | A    | LQ   | LQ   | 0–1 |
| ウィンブルドン | A    | A    | A    | A    | 2R   | LQ   | LQ   | A    | LQ   | A    | 1–1 |
| 全米オープン   | 1R   | 2R   | A    | A    | 1R   | 1R   | A    | LQ   | LQ   | A    | 1–4 |